# Estació de Montlluís - la Cabanassa
Montlluís - la Cabanassa (oficialment en francès Mont-Louis - La Cabanasse) és una estació de ferrocarril de la línia de tren groc situada a la comuna de la Cabanassa, molt a prop de la vila de Montlluís, totes dues de la comarca del Conflent, a la Catalunya del Nord.
És al nord del poble de la Cabanassa, al carrer de Moffre, situat a l'altre costat de la via del ferrocarril respecte de la resta del poble.
| Procedència/Destinació                  | <      | Línia     | >               | Procedència/Destinació    |
| --------------------------------------- | ------ | --------- | --------------- | ------------------------- |
| : Transport express régional            |        |           |                 |                           |
| Vilafranca de Conflent - Vernet - Fullà | Planès | Tren groc | Bolquera - Eina | La Tor de Querol - Enveig |

## Galeria d'imatges

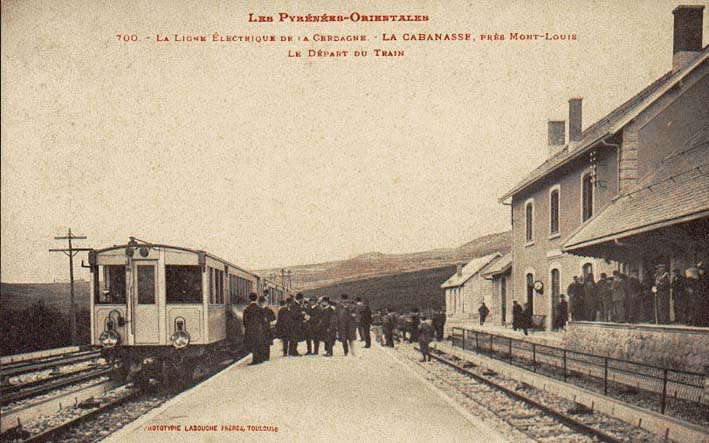
L'estació, en la inauguració
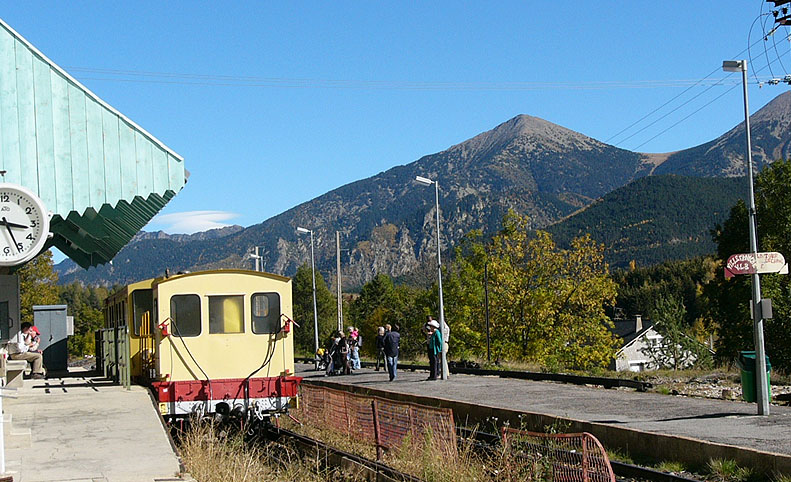
L'estació, el 2009